# Vliegveld Bor
Bor Airport (Servisch: Аеродром Бор, Aerodrom Bor) is een vliegveld nabij Bor in Servië.
Het vliegveld is gebouwd in de periode 1984-1986. Het is een civiel vliegveld, gericht op sport- en businessverkeer. Het kan alleen lichte vliegtuigen behandelen. Aanvankelijk had het vliegveld een landingsbaan van 800 meter, later is de baan vergroot. De huidige landingsbaan is 1086 meter lang en 30 meter breed.